# Code voor constructie en uitrusting van mobiele buitengaatse booreenheden
De Code voor constructie en uitrusting van mobiele buitengaatse booreenheden (Code for the Construction and Equipment of Mobile Offshore Drilling Units, MODU-code) is de standaard op het gebied van constructie en uitrusting van mobiele buitengaatse booreenheden. Met resolutie A.1023(26) werd op 2 december 2009 aangenomen en trad op 1 januari 2012 in werking.
De eerste MODU-code werd op 15 november 1979 aangenomen met resolutie A.414(XI) en werd van kracht op 31 december 1981. De code werd in het leven geroepen omdat de ontwerpen van mobiele buitengaatse booreenheden vaak afwijken van conventionele schepen, waardoor verdragen als SOLAS en het uitwateringsverdrag niet goed toepasbaar zijn. De MODU-code is daarmee eerder vergelijkbaar met deze verdragen dan met codes die onder verdragen vallen.
Door een aantal rampen met MODU's, waaronder de Alexander Kielland in 1980 en de Ocean Ranger in 1982, ontstond de noodzaak tot volledige herziening van de code. Op 19 oktober 1989 werd de 1989 MODU-code aangenomen met resolutie A.649(16). Resolutie A.414(XI) is nog wel van toepassing op eenheden die voor 1 mei 1991 zijn gebouwd. 
Aanpassingen in het ICAO-verdrag op het gebied van faciliteiten voor helikopters en aanpassingen in SOLAS maakten een nieuwe MODU-code noodzakelijk. De 2009 MODU-code werd op 2 december 2009 aangenomen door resolutie A.1023(26) voor eenheden gebouwd op of na 1 januari 2012.